# Ciango
I Ciango (in ungherese csángó) sono una minoranza etnica di religione cattolica e di lingua ungherese che abita almeno dal XIII secolo un centinaio di villaggi sparsi della Moldavia rumena, in territorio della Romania, soprattutto lungo il fiume Siret e nei pressi delle cittadine di Bacău e Iași.

Le aree abitate da parlanti ungherese (in verde), con i Ciango (scritta in azzurro ad est).

## Storia
Gli Ungheresi, seguendo il percorso già fatto da Sciti, Sarmati, Unni, Goti, Avari, arrivarono già prima del IX secolo nella regione da loro chiamata Etelköz. Successivamente vi si insediarono, tra gli altri, i Cumani.
I ciango sono una minoranza in via di estinzione. Il numero dei ciango viene stimato da un massimo di circa 250.000 ad un minimo di 90.000. Ma a causa di una rumenizzazione più o meno forzata, questa minoranza sta perdendo sempre più consistenza.
Dopo che l'assemblea generale del Consiglio d'Europa ha emanato nel 2001 la raccomandazione n. 1521 rivolta alla Repubblica di Romania e alla Santa Sede in favore della conservazione della lingua e della cultura dei ciango di Moldavia, la situazione di questa minoranza a rischio di estinzione è lentamente migliorata.
Mentre lo Stato rumeno ha sospeso i processi contro le organizzazioni impegnate nella salvaguardia dell'identità ciango e ha concesso la riapertura in alcune scuole dell'insegnamento dell'ungherese (anche se con pesanti limitazioni), la Chiesa cattolica ha introdotto in alcune parrocchie funzioni in ungherese ed ha stretto un accordo con la Chiesa d'Ungheria per insegnare l'ungherese ai sacerdoti della zona ciango che non appartengono all'etnia, dopo che per lungo tempo l'uso della lingua era stato vietato. Decisioni ritenute insufficienti da molti attivisti, ma comunque un passo avanti rispetto ai tempi in cui si predicava dal pulpito che per essere "buoni cattolici bisogna essere buoni rumeni, perché la chiesa cattolica si chiama chiesa rumeno-cattolica" (sic) e l'ungherese è la lingua del diavolo.
Oggi molti ciango, soprattutto giovani, si trovano all'estero (soprattutto in Paesi a maggioranza cattolica, soprattutto Ungheria, ma anche Italia e Spagna) per sfuggire alle ristrettezze socio-culturali ed economiche delle loro comunità.
In alcuni villaggi csángó si stanno comunque aprendo servizi turistici, nella speranza di poter individuare forme di sviluppo sostenibile che rispettino la bellezza del paesaggio moldavo.
I ciango coltivano una loro tradizione musicale folk, un particolare segmento della musica popolare ungherese suonata con strumenti romeni e ungheresi. Viene organizzato ogni anno un festival internazionale.
Strumento molto utilizzato è la cobza accompagnato da violini, flauti e voci.